# Международен орган по морското дъно
Международният орган по морското дъно (МОМД, на английски: International Seabed Authority) е междуправителствен орган, базиран в Кингстън, Ямайка, съставен от 167 държави членки и Европейския съюз.Той е създаден съгласно Конвенцията на ООН по морското право от 1982 г. (UNCLOS) и Споразумението за прилагане от 1994 г. Двойната мисия на МОМД е да разрешава и контролира развитието на дейности, свързани с добив на минерали в международното морско дъно,което се счита за „общо наследство на човечеството“, както и да защитава екосистемата на морското дъно, океанското дъно и подпочвата в „Зоната“ извън национална юрисдикция. МОМД отговаря за опазването на международните дълбоководни зони, определени като води под 200 метра (656 фута), където фотосинтезата е затруднена поради недостатъчна светлина. Управлявайки приблизително половината от общата площ на световните океани, МОМД наблюдава дейности, които биха могли да застрашат биологичното разнообразие и да увредят морската среда.
От създаването си през 1994 г. МОМД е одобрил над две дузини договора за проучване на морското дъно в Атлантическия, Тихия и Индийския океан. Повечето от тези договори са за проучвания в зоната Кларион–Клипертан, разположена между Хавай и Мексико, където полиметалните конкреции съдържат мед, кобалт и други минерали, жизненоважни за захранване на електрически батерии. До момента Органът не е одобрил нито един договор за търговски добив, тъй като продължава да обсъжда регулациите на фона на глобални призиви за мораториум върху дълбоководния добив. Учените и природозащитниците предупреждават, че подобен добив може да нанесе сериозни щети на океана – ключов въглероден поглътител и дом на редки и разнообразни видове.
Финансиран от страните членки на UNCLOS и минни оператори, Органът функционира като автономна международна организация със свое Общо събрание, Съвет и Секретариат. Настоящият генерален секретар на агенцията е Летисия Карвальо, чийто четиригодишен мандат започва на 1 януари 2025 г.

## Произход
Органът провежда първото си заседание в приемащата го страна Ямайка на 16 ноември 1994 г., деня, в който Конвенцията влиза в сила. Членовете, уреждащи дейността на Органа, са формулирани, „отчитайки политическите и икономическите промени, включително пазарно ориентираните подходи, които засягат прилагането“ на Конвенцията. Органът получава статут на наблюдател в Организацията на обединените нации през октомври 1996 г. Органът има 167 държави членки, както и Европейския съюз, като членството обхваща всички страни по Конвенцията на ООН по морското право. Органът работи чрез сключване на договори с частни и публични корпорации и други субекти, като ги упълномощава да проучват и евентуално да експлоатират определени области на дълбоководното морско дъно за минерални ресурси, като кобалт, никел и манган.

### „Общо наследство на цялото човечество“
Съгласно Част XI, Раздел 2 от UNCLOS: „Зоната и нейните ресурси са общо наследство на човечеството.“ В резултат на това, МОМД трябва да гарантира, че дейностите в Зоната се извършват единствено за мирни цели и в полза на цялото човечество, като икономическите ползи се разпределят справедливо, а специално внимание се отделя на нуждите на развиващите се страни.

### Управление и дейност
Наред с Генералния секретар, два основни органа определят политиките и управляват дейността на Органа: Общото събрание, в което са представени всички страни по UNCLOS, и Съвет от 36 членове, избрани от Общото събрание.

#### Генерален секретар
Общото събрание избира Генерален секретар за четиригодишен мандат, който изпълнява ролята на главен административен служител на МОМД, ръководи служителите и представя годишен доклад пред Общото събрание. Генералният секретар няма право да притежава финансов интерес в каквито и да било минни дейности, разрешени от Органа.

### Общо събрание
Общото събрание, което включва всички членове на Органа, избира 36-членния Съвет, както и Генералния секретар измежду кандидатите, препоръчани от Съвета. Събранието има също така правомощие да одобрява или отхвърля препоръките на Съвета относно: правилата и разпоредбите, уреждащи добива на морското дъно, разпределението на финансовите ползи, получени от одобрен добив, и годишния бюджет на Органа.

### Съвет
36-членният Съвет, избран от Общото събрание, одобрява договори с правителства и частни корпорации за проучване и добив на ресурси от международното морско дъно и определя правила и процедури за управление на МОМД, които подлежат на одобрение от Общото събрание. Съветът също така номинира кандидат за Генерален секретар, който трябва да бъде избран от пълното Общо събрание за четиригодишен мандат. Годишните пленарни сесии на МОМД, които обикновено продължават две седмици, се провеждат в Кингстън.

### Консултативни органи
Създадени са също така: 30-членна Комисия по правни и технически въпроси, която консултира Съвета, и 15-членен Финансов комитет, който се занимава с бюджетни и свързани въпроси. Всички членове са експерти, номинирани от правителствата и избрани да служат в лично качество.

### Предприятие
Конвенцията предвижда и създаването на орган, наречен Предприятието, който да действа като собствен оператор за добив на МОМД и потенциално да генерира „стотици милиони долари в лицензионни такси“, които да се разпределят между развиващите се страни. Природозащитната организация Greenpeace е изразила опасения относно предполагаем конфликт на интереси в МОМД като едновременно регулатор и стопански оператор, макар че МОМД отрича да има такъв конфликт.

## Статут
Органът разполага със Секретариат от 37 утвърдени длъжности и двугодишен бюджет за 2022 г. в размер на приблизително 10 000 000 щатски долара.

## Юрисдикция
Конвенцията на ООН по морското право (UNCLOS) определя международната зона на морското дъно — частта под юрисдикцията на МОМД — като „морското дъно, океанското дъно и тяхната подпочва, извън пределите на националната юрисдикция“. UNCLOS очертава зоните на национална юрисдикция като „териториално море с ширина 12 морски мили; изключителна икономическа зона до 200 морски мили и континентален шелф“,освен ако дадена държава не докаже, че нейният континентален шелф се простира естествено отвъд този предел — в такъв случай тя може да претендира до 350 морски мили (650 км) МОМД няма роля в определянето на тази граница. Тази задача е възложена на друг орган, създаден от UNCLOS — Комисията по границите на континенталния шелф, която разглежда научни данни, предоставени от крайбрежни държави, претендиращи за разширен обхват. 

## Договори за проучване и търговски добив

#### Търговски добив
Въпреки че МОМД все още не е одобрил договори за търговски добив, Органът предвижда, че такъв добив може да започне още през 2023–2024 г., с финализирането на широко обсъжданите регулации на МОМД. През 2021 г. тихоокеанската островна държава Науру задейства краен срок, който изисква МОМД да одобри окончателните правила за търговски добив до юли 2023 г., или да позволи на операторите да започнат добив по съществуващите проекторегулации

### Проучвателен добив
Проучвателният добив включва „картиране на дълбоководната зона, пилотирани подводници или дистанционно управлявани апарати, фотографски и видеосистеми, както и сондажни устройства“.

#### Зоната Клариън-Клипъртън
Повечето области на изследване се намират в зоната Клариън–Клипертън (CCZ), в Екваториалния Северен Тихи океан, на юг и югоизток от Хаваите, между Хаваите и Мексико. Тихата зона CCZ, колкото широка е континенталната част на САЩ, е дом на полиметални възли или трилиони топки с големината на картофи от материя, формирани през милиони години, които съдържат никел, манган, мед, цинк и кобалт, както и дълбоководни корали, гъби и необичайни видове ("призрачен октопод", ракообразни, червеи и морски краставици), които в обкръжението си с почти никаква светлина се прикрепват към скалоподобните възли за убежище. Концесионерите искат да копаят полиметалните възли за съхранение на батерии за електрически превозни средства, смартфони и за слънчева и вятърна енергия.

#### Други области на изследвания
Сключени са договори за изследване на полиметални възли и за контрактори, работещи в Централния Индийски океански басейн и Западния Тихи океан. МОМД е сключил договори за изследване на полиметални сулфиди в Югозападната Индийска хребет, Централната Индийска хребет и Средноатлантическия хребет, както и такива за изследване на кобалт-съдържащи покрития в Западния Тихи океан.
Изисквания към контракторите
Всеки договорен партньор трябва да разработи план за аварийни ситуации в случай, че нещо се обърка по време на изследванията, да докладва ежегодно за своите дейности в назначената му област и да предложи програма за обучение за развиващите се държави.

#### Списък на изследователските концесионери
МОМД е подписал 15-годишни договори за изследвания с 22 концесионери, които търсят полиметални възли, полиметални сулфиди и кобалт-съдържащи ферромангезиеви покрития на дъното на морето.
През 2001-2002 г. ИСА подписва договори с Yuzhmorgeologya (Русия); Interoceanmetal Joint Organization (IOM) (България, Куба, Словакия, Чехия, Полша и Русия); правителството на Република Корея; China Ocean Minerals Research and Development Association (COMRA) (Китай); Deep Ocean Resources Development Company (DORD) (Япония); Institut français de recherche pour l’exploitation de la mer (IFREMER) (Франция); правителството на Индия. През 2006 г. Организацията подписва 15-годишен договор с Федералния институт по геонауки и природни ресурси на Германия.
През 2008 г. Организацията получава две нови заявления за разрешение за изследвания на полиметални възли, подадени за първи път от частни фирми в развиващи се островни нации на Тихия океан. Представени от съответните им правителства, те са подадени от Nauru Ocean Resources Inc. и Tonga Offshore Mining Limited. 15-годишен договор за изследвания е предоставен на Nauru Ocean Resources Inc. на 22 юли 2011 г. и на Tonga Offshore Mining Limited на 12 януари 2012 г.
15-годишни договори за изследвания на полиметални възли са предоставени и на G-TECH Sea Mineral Resources NV (Белгия) на 14 януари 2013 г.; Marawa Research and Exploration Ltd (Кирибати) на 19 януари 2015 г.; Ocean Mineral Singapore Pte Ltd на 22 януари 2015 г.; UK Seabed Resources Ltd (два договора на 8 февруари 2013 г. и 29 март 2016 г. съответно); Cook Islands Investment Corporation на 15 юли 2016 г. и по-скоро на China Minmetals Corporation на 12 май 2017 г.
Организацията е подписала седем договора за изследване на полиметални сулфиди в Югозападния Индийски хребет, Централния Индийски хребет и Средноатлантическия хребет с China Ocean Mineral Resources Research and Development Association (18 ноември 2011 г.); правителството на Русия (29 октомври 2012 г.); правителството на Република Корея (24 юни 2014 г.); Institut français de recherche pour l’exploitation de la mer (Ifremer, Франция, 18 ноември 2014 г.); Федералния институт по геонауки и природни ресурси на Германия (6 май 2015 г.); и правителството на Индия (26 септември 2016 г.) и правителството на Република Полша (12 февруари 2018 г.).
Организацията има пет договора за изследване на кобалт-съдържащи ферромангезиеви покрития в Западния Тихи океан с China Ocean Mineral Resources Research and Development Association (29 април 2014 г.); Японската национална корпорация за нефт, газ и метали (JOGMEC, 27 януари 2014 г.); Министерството на природните ресурси и околната среда на Руската федерация (10 март 2015 г.); Companhia De Pesquisa de Recursos Minerais (9 ноември 2015 г.) и правителството на Република Корея (27 март 2018 г.).

## Противоречия

### Екологични опасения и климатичната криза
Еколози, учени от 44 държави, Google, BMW и Volvo, Световният фонд за дивата природа и няколко тихоокеански държави, включително Фиджи и Папуа Нова Гвинея, призоваха за мораториум върху добива в дълбоководната част на океана, докато не се проведат повече научни изследвания относно въздействието му върху морската среда.
Привържениците на дълбоководния добив твърдят, че добивът на редки метали е от съществено значение за батериите на електрическите автомобили, които са необходими за изграждането на икономика без изкопаеми горива.
Противниците възразяват, че добивът на морското дъно може да нанесе опустошителни щети на океаните, които играят ролята на въглероден поглъщател, като абсорбират една четвърт от световните въглеродни емисии всяка година.
Екологичната организация Грийнпийс изразява възражения срещу дълбоководния добив на морското дъно, който нарушава местообитанията на наскоро документирани видове – от раци до китове и охлюви, които оцеляват без да се хранят и се събират около биолуминесцентни термални извори.  Грийнпийс призовава Международния орган по морското дъно да развие допълнително основния принцип на член 136 от Конвенцията на ООН по морско право (UNCLOS) – „общо наследство на човечеството“ – с цел преработка на регулациите и поставяне на цели за опазване на околната среда. В доклад на изследователските лаборатории на Greenpeace от 2018 г. организацията подчертава значението на защитата на морското биоразнообразие от токсични вещества, отделяни по време на добив на природен газ и редки метали, използвани във фотоволтаични клетки Greenpeace поддържа позицията, че МОМД, който е „в полза на експлоатацията“, не е подходящата институция за регулация на дълбоководния добив. През 2019 г. активисти на Greenpeace протестират пред годишната среща на Международния орган по морското дъно в Ямайка, настоявайки за глобален договор за защита на океаните, който да забрани дълбоководния добив в морски резервати.Някои от активистите пристигнаха в Ямайка с кораба на Greenpeace – „Есперанса“, който бе отплавал от „Изгубения град в средата на Атлантическия океан“ – район, за който Greenpeace твърди, че е застрашен от разрешените от МОМД проучвателни дейности. 
Генералният секретар Майкъл Лодж заявява, че подкрепата на Greenpeace за глобален договор за океаните, а не за роля на МОМД в контрола върху дълбоководния добив, „няма логика“.

### Опасения за липса на прозрачност
През 2022 г. в. The Guardian съобщава, че Международният орган по морското дъно не е подновил договора с Earth Negotiations Bulletin (ENB), подразделение на Международния институт за устойчиво развитие (IISD), което отразява предишни заседания, за да води независим архив на дейността на МОМД. Решението бе взето на фона на предупреждения от учени, че търговският добив на океанското дъно би бил „опасен“, „безразсъден“ и „необратим“ по отношение на вредите за екосистемата. МОМД защитава решението си, посочвайки като причина за неподлежащо подновяване на договора бюджетните съкращения. The Guardian също така съобщава, че Германия и природозащитници са поставили под въпрос липсата на прозрачност в работата на Юридическата и техническа комисия на МОМД (LTC), която провежда закрити заседания, за да определя стандарти и издава насоки за добив на морското дъно.
В отговор на критиките, генералният секретар на Майкъл Лодж защитава организацията, като я определя като „прозрачен публичен форум за постигане на консенсус“.

### Обвинения в конфликт на интереси
През 2022 г. Los Angeles Times пише, че Международният орган по морското дъно е подложен на критики заради конфликти на интереси. Според изданието, МОМД се е готвел да одобри добив от морското дъно, въпреки опасенията на учени и природозащитници относно екологичните последици. Ръководителят на МОМД Майкъл Лодж критикува тези групи, като заявява, че се наблюдава „нарастващ екологичен абсолютизъм и догматизъм, граничещ с фанатизъм“, и се аргументира, че добивът на морското дъно е „предсказуем и управляем“. Учени и служители от екипа на Лодж възразяват срещу появата му във видеоклип на миннодобивна компания, в който се търсят инвестиции за роботизирани проучвания на минерали за производство на електрически превозни средства. В клипа Лодж заявява, че неговата агенция подкрепя 15-годишен проучвателен договор, тъй като „ресурсите на сушата стават все по-трудни за достъп“.

### Отказа за ратификация на UNCLOS от страна на САЩ
Точната роля на МОМД е поставяна под въпрос от противници на Конвенцията на ООН по морско право (UNCLOS), които като цяло са скептични към многостранните ангажименти на САЩ. През 2007 г. въпреки че Комисията по външни отношения на Сената на САЩ гласува в подкрепа на ратифицирането на договора, целият Сенат така и не го ратифицира. Някои републиканци твърдят, че UNCLOS може да застраши националната сигурност, като пречи на военноморските операции и поставя допълнителни екологични регулации върху миннодобивни компании.
Един от основните аргументи срещу ратификацията е твърдението, че МОМД е дефектна или ненужна организация. В първоначалния си вид Конвенцията включва разпоредби, които предизвикват недоволство, като например:
- използване на събраните средства за преразпределение на богатство, освен за административните нужди на МОМД[51]
- задължителен трансфер на технологии[52]

Поради тези притеснения САЩ настояват за промяна на Конвенцията, което води до Споразумението за прилагане от 1994 г., което до известна степен смекчава тези разпоредби и така променя управлението на МОМД. Въпреки тази промяна САЩ не ратифицира Конвенцията и не е член на МОМД, макар че изпраща големи делегации на срещите като наблюдатели.
Като наблюдател, а не страна по UNCLOS, САЩ нямат право да гласуват при одобрение на финалните регулации за търговския добив и не могат да спонсорират компании, които кандидатстват за договори в международни води. Въпреки това, американският военен изпълнител Lockheed Martin участва в два британски проекта за дълбоководен добив.

### Позицията на Палау срещу дълбоководния добив
Палау е първата държава, която призова за мораториум, или предпазна пауза, върху дълбоководния добив, докато не се разберат по-добре последствията от подобна практика. Към 10 юли 2023 г. 17 държави подкрепят призива за мораториум или пауза, включително Германия, Нова Зеландия, Испания, Франция, Швеция, Фиджи и Федеративните щати на Микронезия.
На 29 юли 2024 г. президентът на Палау, Сюрангел С. Уипс-младши, изнася реч, озаглавена „Отстояване на общото наследство на човечеството“ на 29-ата Генерална асамблея на МОМД в Кингстън, Ямайка. В речта си той подчертава значението на опазването на дълбокия океан от експлоатация и съвременен колониализъм. Той акцентира върху дълбоките културни и икономически връзки на Палау с океана и отново призова за незабавен мораториум върху дълбоководния добив, позовавайки се на свързаните с него екологични рискове и несигурности. В речта си той нарича океана „нашият най-голям съюзник в борбата с климатичните промени“, подчертавайки ролята му на най-големия въглероден поглъщател на планетата. Той изтъква критичната роля на дълбоководните екосистеми за глобалното екологично здраве и настоява приоритет да се даде на дългосрочната устойчивост пред краткосрочните икономически печалби. Президентът призовава асамблеята да действа отговорно от името на бъдещите поколения, като потвърди статута на дълбоководното дъно като „общо наследство на човечеството“
Броят на страните, които се противопоставят на предстоящото начало на добива на метални конкреции от морското дъно, нарасна до 32 по време на 29-ата годишна асамблея на МОМД, като към списъка се присъединяват Австрия, Гватемала, Хондурас, Малта и Тувалу.

## Дейности

### Законодателна дейност
Основното законодателно постижение на Международния орган по морското дъно е приемането през 2000 г. на регулации за проучване на полиметални конкреции. Тези ресурси, наричани още манганови конкреции, съдържат различни количества манган, кобалт, мед и никел. Срещат се като бучки с размер на картоф, разпръснати по повърхността на океанското дъно, главно в зоната Кларион–Клипъртън в централната част на Тихия океан, но също и в Индийския океан.
През 2013 г. МОМД приема изменения в своя „минен кодекс“ относно дълбоководните проучвания, в които се постановява, че изследователят трябва да прилага предпазен подход с цел избягване на замърсяване на океана и трябва незабавно да информира генералния секретар за инциденти, свързани с проучванията, които заплашват морската среда. Поправките също така уточняват, че концесионерът може да добие „разумно количество материал“ за тестване, но не и за продажба.
През юли 2019 г. Юридическата и търговска комисия на МОМД изготвя Проектонаредби за експлоатация на минерални ресурси в зоната.
През 2010 г. МОМД приема Регулации за проучване и изследване на полиметални сулфиди.
През 2012 г. Органът приема Регулации за проучване и изследване на кобалтови фероманганови корички.
Съветът на МОМД започва работа през август 2002 г. по друг комплект регулации, обхващащи полиметални сулфиди и фероманганови корички, богати на минерали като мед, желязо, цинк, сребро и злато, както и кобалт. Сулфидите се срещат около вулканични термални извори, особено в западната част на Тихия океан, докато коричките се намират по океански хребети и на други места по света. През 2006 г. Съветът решава да подготви отделни регулации за сулфиди и за корички, с приоритет върху сулфидите. През 2007 и 2008 г. голяма част от сесиите е посветена на тази задача, но няколко въпроса остават нерешени. Най-съществените от тях са:
- дефиниране и конфигурация на зоните, които се предоставят за проучване;
- таксите, дължими на ISA;
- справяне с евентуални припокриващи се претенции.[66]

Междувременно Юридическата и техническа комисия отчита напредък по въпроса за феромангановите корички.

### Семинари и научни изследвания
Освен законодателната си работа, МОМД организира ежегодни семинари за различни аспекти на проучването на морското дъно с акцент върху мерки за опазване на морската среда от вредни последици. Резултатите от тези срещи се публикуват. Дългосрочни проучвания в централния Тихи океан, в ключови минни райони, водят до техническо изследване относно биоразнообразието, разпространението на видове и генния поток в абисалната зона на полиметалните конкреции, със специален фокус върху предвиждане и управление на ефектите от дълбоководния добив. Семинар, проведен в Маноя, Хавай, през октомври 2007 г., предлага обосновка и препоръки за създаване на референтни зони за опазване в зоната Кларион–Клипертон, където добивът на конкреции ще бъде забранен, за да се запази природната среда непокътната. През последните години МОМД организира семинари по теми като повишаване ролята на жените в дълбоководната наука; устойчиво управление на ресурсите на морското дъно; поредица за Африка относно ресурсите и технологиите за дълбоководен добив; разпределяне на икономическите ползи от дълбоководния добив.

## Национални тенденции в дълбоководния добив
През последните години интересът към дълбоководния добив – особено към феромангановите корички и полиметалните сулфиди – се засилва сред няколко компании, които вече действат в националните морски зони на Папуа Нова Гвинея, Фиджи и Тонга. Папуа Нова Гвинея става първата държава в света, която издава търговски лицензи за проучване на залежи от масивни сулфиди на морското дъно, като през 1997 г. дава първия лиценз на компанията Nautilus Minerals. Новата океанска политика на Япония подчертава необходимостта от разработване на залежи от метанови хидрати и хидротермални находища в рамките на японската изключителна икономическа зона и предвижда комерсиализацията им в рамките на следващите 10 години. В годишния си доклад до Международния орган по морското дъно (МОМД) през април 2008 г. генералният секретар Нандан също отбелязва възходящата тенденция в търсенето и цените на кобалт, мед, никел и манган – основните метали, добивани от морското дъно и подчертава, че технологиите, разработвани за офшорно добиване, могат да се адаптират и за дълбоководен добив.
Последно време се наблюдава нарастващ интерес към възможността за експлоатация на ресурсите на морското дъно в Арктическия океан, граничещ с Канада, Дания, Исландия, Норвегия, Русия и САЩ. През 2020 г. международна коалиция от екологични организации призова правителството на Норвегия не само да се откаже от плановете за дълбоководен добив в рамките на националната ѝ юрисдикция, но и да се изкаже срещу арктическия дълбоководен добив пред МОМД.

## Фонд за научни изследвания
През 2006 г. МОМД създава Фонд за подпомагане на съвместни морски научни изследвания в зоната на международното морско дъно. Целта на фонда е да подпомага опитни учени и техници от развиващи се страни да участват в дълбоководни научни проекти, организирани от международни и национални институции. През февруари 2008 г. стартира кампания за идентифициране на участници, изграждане на мрежа от сътрудничещи организации и търсене на външно финансиране в допълнение към първоначалната вноска от 3 милиона щатски долара от страна на МОМД.

## Доброволни ангажименти
През 2017 г. МОМД регистрира седем доброволни ангажиментапред Конференцията на ООН за океаните като част от усилията за постигане на Цел 14 за устойчиво развитие. Това са: 
OceanAction15467 – Повишаване ролята на жените в морската научна дейност чрез изграждане на капацитет;
OceanAction15796 – Насърчаване на разпространението на резултати от изследвания чрез Наградата за изключителни постижения в дълбоководните изследвания на генералния секретар на МОМД;
OceanAction16538 – Инициатива за бездънно развитие за син растеж (в партньорство с UN-DESA);
OceanAction16494 – Насърчаване на сътрудничеството за устойчиво развитие на ресурсите на морското дъно на Африка в подкрепа на африканската „синя икономика“;
OceanAction17746 – Повишаване на оценката на ключови екологични функции на дълбоководните екосистеми чрез дългосрочни подводни океанографски обсерватории в международната зона;
OceanAction17776 – Подобряване на оценката на дълбоководното биоразнообразие чрез създаване на онлайн таксономични атласи, свързани с дейностите по добив в зоната.